# Procloeon viridoculare
Procloeon viridoculare je druh jepice z čeledi Baetidae. Žije v Severní Americe. Jako první tento druh popsal Berner v roce 1940.